# Бодянський Володимир Олександрович
Володимир Бодянський (25 травня  1894 року, Харків — 9 грудня 1966 року, Париж) — французький інженер, архітектор.

## Біографія
Бодянський Володимир Олександрович народився в Харкові. У 1910–1914 роках здобув освіту інженера-будівельника, який спеціалізується на будівництві мостів і дамб, в Інституті мостів і доріг у Москві. У 1914 році працював інженером на будівництві залізниць у Бухарі (Узбекистан ), брав участь у проекті лінії Бухара Кабул. Був добровольцем в царській армії, у 1915 році отримав звання кавалерійського офіцера, продовжив кар’єру пілотом літака. Наприкінці Жовтневої революції 1917 року емігрував до Франції, де вступив до Іноземного легіону. У 1929 році отримав громадянство Франції.
Прибувши до Парижа, він навчався у Інституті аеронавтики, яку закінчив у 1920 році. У 1921–1923 роках виїхав до Бельгійського Конго, там працював головним інженером. Повернувшись до Франції, він працював інженером-креслярем в конструкторських бюро автомобільних заводів Renault, потім на авіаційних заводах братів Кодрон в Іссі-ле-Муліно. Тоді він відкрив власне авіаконструкторське бюро. Його літаки стали прототипом двомісних гідролітаків для Міністерства авіації.
Бодянський здійснював свою діяльність на посаді керівника конструкторського бюро з березня 1933 року до липня 1937 року. Його  підготовка в галузі будівництва та аеронавтики, його практика аеродинаміки та надлегких матеріалів допомагають йому забезпечити реалізацію авангардних будівель з металевою конструкцією.
Під час Другої світової війни був біженцем на півдні Франції, працював у технічному центрі Мессьє в По для наукового обладнання Франції, вивчаючи та створюючи телескопи. З вересня 1945 року до  квітня 1946 року брав участь у французькій місії архітектури та містобудування в США від імені французького уряду в команді Ле Корбюзьє, Мішеля Екошара, Жеральда Ганінга, Андре Сіва та П’єра-Андре Емері. У 1945 році разом із Ле Корбюзьє та Жаком-Луї Лефевром він заснував  майстерню будівельників, технічне керівництво якої очолював. Це вперше Ле Корбюзьє призначив інженера постійним безпосереднім співробітником. Нова складність нового сайту робить цю співпрацю важливою.  Бодянський покинув майстерню у 1949 році. У 1951 році разом із Джорджем Канділісом, Шадрахом Вудсом та Анрі Піотом він створив африканський офіс у Касабланці, керував кількома будівельними проектами в Марокко та в решті Африки.
Викладач у Національній школі образотворчих мистецтв, він  регулярно брав участь у Міжнародних конгресах сучасної архітектури після війни.

## Співавторство
З Еженом Бодуеном і Марселем Лодсом
- 1931 - 1934 роки: Камп де Дрансі (частково зруйнований, решта зазначено як MH)[4]
- 1935 - 1939 роки: Народний дім і критий ринок Кліші

З Ле Корбюзьє
- 1946 - 1952 роки: Сяйве місто Марсель

З Жоржем-Анрі Пінгюссоном
- 1959-1961 рр : будівництво соціального житла, агенція ARTECA (архітектори та супутні техніки)

З африканським офісом АТБАТ
- 1950 - 1953 роки: лікарня Конакрі з Марселем Лодсом
- 1951 рік: Ратуша Агадира з Марселем Лодсом і Ксав'є Арсеном-Генрі
- 1951 - 1952 роки: будівлі "Семіраміда" і "Нідс д'Абей" у районі Центральних кар'єрів у Касабланці з Жоржем Канділісом і Шадрахом Вудсом
- 1946 - 1956 рр: Франко-американський меморіальний госпіталь Сен-Ло з архітектором Полом Нельсоном
- 1947 рік: інженер-консультант з будівництва штаб- квартири ООН у Нью-Йорку
- 1956 - 1960 роки: житловий комплекс Blagis, rue Branly in Bagneux (Hauts-de-Seine) (1600 одиниць житла для SCIC ) з Гійомом Жілле
- 1961 - 1963 роки : Національний спортивний комплекс за олімпійськими стандартами в Пномпені в Камбоджі з Ванном Моліваном, архітектором і Джеральдом Ханнінгом, містобудівником [5]